# Desingy
Desingy ist eine französische Gemeinde im Département Haute-Savoie in der Region Auvergne-Rhône-Alpes.

## Geographie

### Lage
Desingy liegt auf 512 m, in der Nähe von Seyssel, etwa 21 Kilometer westnordwestlich der Stadt Annecy (Luftlinie). Das Bauerndorf erstreckt sich an aussichtsreicher Lage auf einem sanft nach Norden geneigten Hang über dem Tal der Usses, östlich der Niederung des Rhonetals, im Genevois.
Die Fläche des 18,93 km² großen Gemeindegebiets umfasst einen Abschnitt des westlichen Genevois. Die nordwestliche und nördliche Grenze verläuft entlang der Usses, einem linken Seitenfluss der Rhône. Das Tal ist überwiegend bewaldet und weist einen relativ schmalen flachen Talboden auf. Vom Flusslauf erstreckt sich das Gemeindeareal südwärts über den sanft ansteigenden Hang, der durch mehrere kleine Erosionstälchen untergliedert wird, darunter die Rinnen des Ruisseau de Findreuze und des Ruisseau de Croasse. Ganz im Süden reicht der Gemeindeboden auf das Hochplateau nördlich der Montagne des Princes und in den Bois des Bolioz. Hier wird mit 661 m die höchste Erhebung von Desingy erreicht.

### Gemeindegliederung
Zu Desingy gehören neben dem eigentlichen Ortskern auch verschiedene Weilersiedlungen und Gehöfte:
- Planaz (380 m) auf dem Plateau südlich des Vallée des Usses
- Etrables (400 m) auf dem Plateau südlich des Vallée des Usses
- Tagny (460 m) am Hang südlich des Vallée des Usses
- Vannecy (520 m) am Hang südlich des Vallée des Usses
- Crumel (440 m) am Hang unterhalb von Desingy
- Clennaz (490 m) im Tälchen des Ruisseau de Croasse
- Douvres (520 m) westlich des Bois des Bolioz
- Pelly (520 m) am Hang über dem Vallée des Usses
- Vallières (400 m) am Hang über dem Vallée des Usses
- Vencières (410 m) im Tal des Ruisseau de Findreuze
- Moucherin (530 m) am Hang über dem Vallée des Usses

### Nachbargemeinden
Nachbargemeinden von Desingy sind Vanzy und Frangy im Norden, Chilly im Osten, Clermont und Droisy im Süden sowie Seyssel und Usinens im Westen.

## Geschichte
Das Gemeindegebiet von Desingy war bereits während der Römerzeit besiedelt, was anhand von Mauerfundamenten belegt werden konnte. Im 13. Jahrhundert wird Desingy erstmals urkundlich erwähnt. Der Ortsname geht ursprünglich auf den gallorömischen Personennamen Decimus zurück.

### Einwohnerentwicklung
| Jahr                       | 1962 | 1968 | 1975 | 1982 | 1990 | 1999 | 2006 |
| Einwohner                  | 521  | 475  | 474  | 450  | 512  | 603  | 695  |
| Quellen: Cassini und INSEE |      |      |      |      |      |      |      |

Mit 759 Einwohnern (Stand 1. Januar 2022) gehört Desingy zu den kleinen Gemeinden des Département Haute-Savoie. Im Verlauf des 19. und 20. Jahrhunderts nahm die Einwohnerzahl aufgrund starker Abwanderung kontinuierlich ab (1861 wurden in Desingy noch 1522 Einwohner gezählt). Seit Beginn der 1980er Jahre wurde jedoch wieder eine deutliche Bevölkerungszunahme verzeichnet.

## Wirtschaft und Infrastruktur
Desingy ist noch heute ein vorwiegend durch die Landwirtschaft geprägtes Dorf. Desingy liegt in der Weinbauregion Savoie. Weißweine aus der Rebsorte Altesse (lokal Roussette genannt) dürfen unter der geschützten Herkunftsbezeichnung Roussette de Savoie vermarktet werden. Für Weißweine anderer Rebsorten sowie Rotweine gilt die AOC Vin de Savoie.
Daneben gibt es einige Betriebe des lokalen Kleingewerbes. Zahlreiche Erwerbstätige sind Wegpendler, die in den größeren Ortschaften der Umgebung ihrer Arbeit nachgehen.
Die Ortschaft liegt abseits der größeren Durchgangsstraßen. Lokale Straßenverbindungen bestehen mit Seyssel, Frangy und Clermont. Der nächste Anschluss an die Autobahn 40 befindet sich in einer Entfernung von rund 14 Kilometern.

## Sehenswürdigkeiten
Die Dorfkirche von Desingy, die ursprünglich aus dem 11. Jahrhundert stammt, wurde Ende des 20. Jahrhunderts umfassend restauriert. Unterhalb des Weilers Pelly steht das Château de Pelly, das im 13. Jahrhundert erbaut und 1964 restauriert wurde. Es besitzt einen Bergfried und vier Türme. Weitere ehemalige Herrschaftssitze befinden sich in Etrables, Planaz und La Tour.